# Deinotheriidae
Deinotheriidae ("strašne zvijeri") je porodica pretpovijesnih životinja nalik surlašima koji su živjeli tijekom kenozoika. Prvo se pojavili u Africi, a zatim su se proširili po južnoj Aziji (Indo-Pakistan) i Europi. Tijekom tog vremena promijenili su se vrlo malo, osim što su postali mnogo veći; do kasnog miocena postale su najveće kopnene životinje svog vremena. Njihove najkarakterističnije osobine bile su zakrivljene kljove na donjoj čeljusti.
Deinotheres nisu bili vrlo raznoliki; jedina tri poznata roda su Chilgatherium, Prodeinotherium i Deinotherium. One tvore evolucijsku sukcesiju, pri čemu svaki novi rod zamjenjuje prethodni. Za razliku od različitih vrsta mamuta i mastodonata, deinoteri su izumrli u ranom pleistocenu, nisu nastavili živjeti kroz ledeno doba.

## Vanjske poveznice
|  | Zajednički poslužitelj ima još gradiva o temi Deinotheriidae |
|  | Wikivrste imaju podatke o taksonu Deinotheriidae             |

- †family Deinotheriidae Bonaparte 1845 (deinothere)  Arhivirana inačica izvorne stranice od 20. srpnja 2020. (Wayback Machine), Fossilworks
- Deinotheriidae, Global Biodiversity Information Facility
- Deinotheriidae Bonaparte, 1845 †, Interim Register of Marine and Nonmarine Genera